# Joseph Naudet

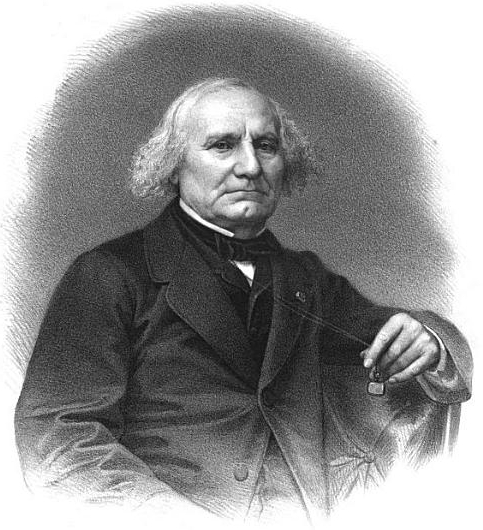
Joseph Naudet

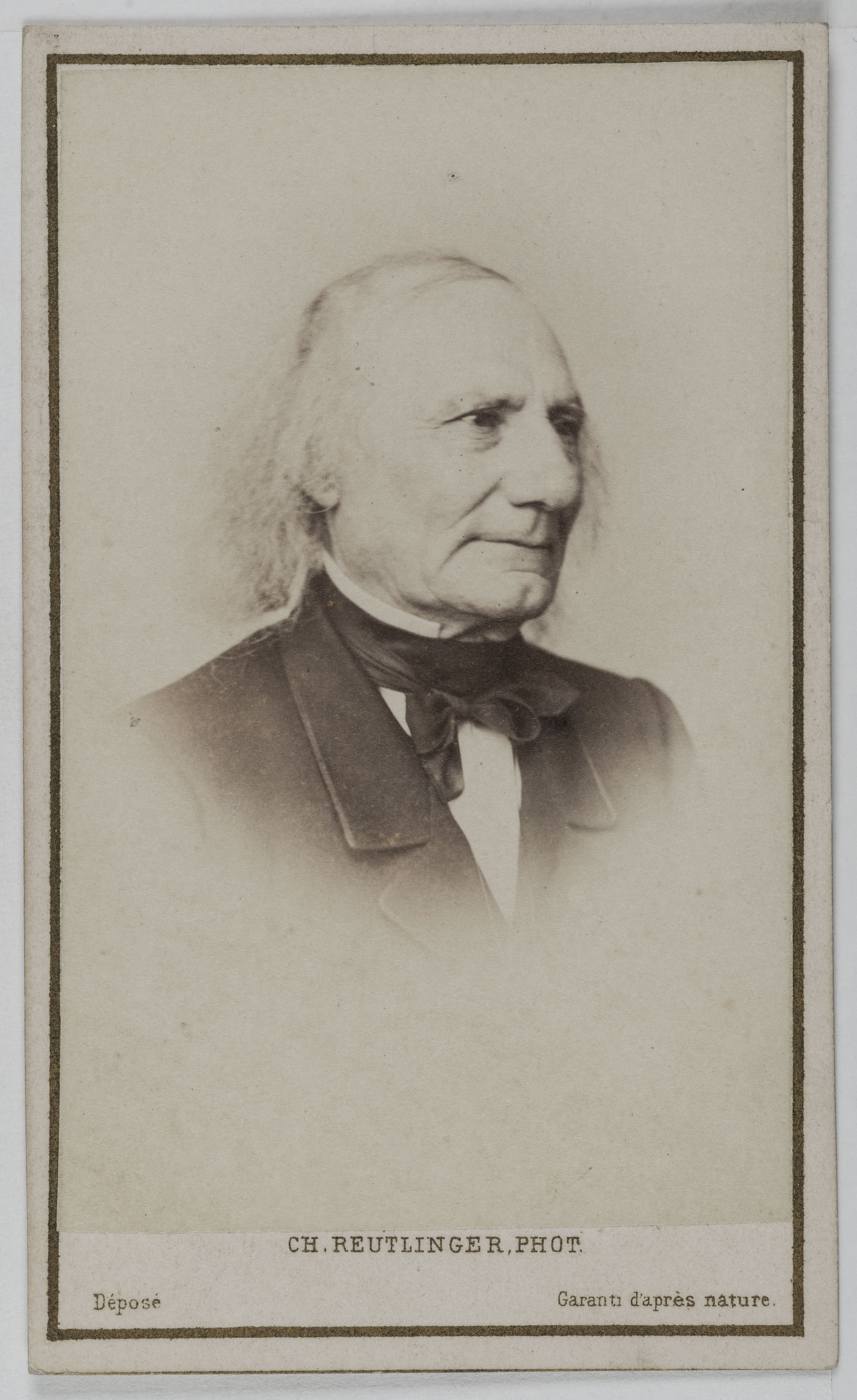
Joseph Naudet

Joseph Naudet (* 8. Dezember 1786 in Paris; † 16. August 1878 ebenda) war ein französischer Philologe, Historiker und Bibliothekar.

## Leben

### Familie
Joseph Naudet war der Sohn des Schauspielers Jean-Baptiste-Julien-Marcel Naudet (* 14. Mai 1743; † 1830) und dessen Ehefrau Thérèse (geb. Ribou).
Er war verheiratet mit Marthe Marie Victoire (geb. Roussel) († 7. Juli 1856) und wohnte mit ihr in der 8 Rue des Petits Champs in Paris.

### Werdegang
Joseph Naudet besuchte das Lycee Napoleon in Paris und erhielt dort 1808 eine Professur.
1816 wurde er als Maitre de Conferences an der École normale angestellt. In Stellvertretung für Claude-Emmanuel de Pastoret las er am Collège de France über Naturrecht und hatte von 1821 bis 1830, als Nachfolger von Pierre-François Tissot, die Professur der lateinischen Poesie; von 1830 bis 1840 war er inspecteur général des études (Generalinspektor für das öffentliche Unterrichtswesen).
Er gehörte von 1834 bis 1879 dem Comité des travaux historiques et scientifiques an, das der Forschung und Veröffentlichung unpublizierter Dokumente gewidmet war und von dem Minister für öffentlichen Unterricht, François Guizot, gegründet worden war.
1837 gehörte er, gemeinsam mit Francisque Michel, dem Comité de l’histoire positive et des chroniques, chartes et inscriptions an.
Als administrateur général leitete er von 1840 bis 1858 die königliche und spätere kaiserliche Bibliothek in Paris. In der Folge der Revolution von 1848 kam es unter anderem zur Liquidation der Orléanschen Güter (siehe Haus Orléans), wo er auf die Handschrift Le Livre de la Chasse aufmerksam wurde und sie für die königliche Bibliothek erhalten konnte.
Er wurde 1837 zum Konservator der Bibliothèque Mazarine und übergab 1848 sein Amt als Direktor der Bibliothek an Charles Augustin Sainte-Beuve.

### Schriftstellerisches Wirken
Für seine Schrift Histoire de l’etablissement, des progres et de la decadence de la monarchie des Goths en Italie wurde Joseph Naudet 1810 mit dem zweiten Preis vom Institut de France ausgezeichnet.
Zu seinen schriftlichen Werken gehörten eine mehrbändige Ausgabe der Komödien des Plautus mit dem Titel M. Accii Plauti Comoediae (1830) und ein Werk über den römischen Adel mit dem Titel De la noblesse chez les Romains (1868). Er bearbeitete und übersetzte auch Werke von Catull, Horaz, Marcus Annaeus Lucanus, Sallust, Seneca und Tacitus. Zusammen mit Pierre Daunou (1761–1840) gab er den zwanzigsten Band des Recueil des historiens des Gaules et de la France (Kompendium der Historiker Galliens und Frankreichs) heraus.
Er veröffentlichte seine Arbeiten unter anderem im Journal des savants und der Revue encyclopedique.

## Mitgliedschaften
1817 wurde Joseph Naudet als Mitglied in die Academie des inscriptions et belles lettres aufgenommen, die er als secrétaire perpétuel von 1852 bis 1860 leitete; anschließend wurde er zum secrétaire perpétuel honoraire gewählt.
Er wurde 1832 Mitglied der Académie des sciences morales et politiques, ihm folgte Victor Duruy.
1867 war er Gründungsmitglied der Association pour l’encouragement des études grecques en France.
Er war Mitglied der Accademia delle Scienze di Torino.

## Ehrungen und Auszeichnungen
Joseph Osbach (1851–1894) fertigte eine Marmorbüste von Joseph Naudet, die vom Staat 1880 erworben wurde.
Er wurde 1825 zum Ritter, 1837 zum Offizier, 1847 zum Kommandeur und 1875 zum Großkanzler der Ehrenlegion befördert.

## Schriften (Auswahl)
- Histoire de la guerre des esclaves en Sicile sous les Romains, traduit de Scrofani. Paris, 1807 (Digitalisat).
- Histoire de l’etablissement, des progres et de la decadence de la monarchie des Goths en Italie. Paris, 1811 (Digitalisat).
- Essai de rhétorique, ou Observations sur la partie oratoire des quatre principaux historiens latins. Paris, 1813 (Digitalisat).
- Conjuration d’Étienne-Marcel contre l’autorité royale. Paris, 1815 (Digitalisat).
- Histoire des changements operes dans toutes les parties de l’administration de l’Empire Romain depuis Diocletien jusqu’a Julien.
  - Band 1. Paris, Straßburg, London, 1817 (Digitalisat).
  - Band 2. Paris, Straßburg, London, 1817 (Digitalisat).
- Caius Cornelius Tacitus qualem omni parte illustr. postremo publ. J.J. Oberlin cui postumas ejusdem annotationes et selecta variorum additamenta subjunxit.
  - Band 1. Paris 1819 (Digitalisat).
  - Band 2. Paris 1819 (Digitalisat).
  - Band 3. Paris 1819 (Digitalisat).
- C. Valerius Catullus. Paris, 1825 (Digitalisat).
- M. Accii Plauti Comoediæ.
  - Band 1, Paris, 1830 (Digitalisat).
  - Band 2. Paris, 1832 (Digitalisat).
  - Band 3. Paris, 1832 (Digitalisat).
  - Band 4. Paris, 1832 (Digitalisat).
- Lucain, pré paré pour l’usage des étudiants. Paris, 1832 (Digitalisat).
- Funérailles de M. de Chézy. Paris, 1832 (Digitalisat).
- Rapport fait à l’Académie des inscriptions et belles-lettres sur la continuation du recueil des Historiens de France. Paris, 1832 (Digitalisat).
- Funérailles de M. Cousinéry. Paris, 1833 (Digitalisat).
- Funérailles de M. le Bon Dacier. Paris, 1833 (Digitalisat).
- Recueil des Historiens des Gaules et de la France, Band 20. Paris, 1840 (Digitalisat).
- Guillaume de Nangis: Vita Sancti Ludovici IX. Herausgegeben von Pierre-Claude-François Daunou und Joseph Naudet. Paris 1840.
- Theatre de Plaute.
  - Band 1. Paris, 1845 (Digitalisat).
  - Band 2. Paris, 1845 (Digitalisat).
  - Band 3. Paris, 1845 (Digitalisat).
  - Band 4. Paris, 1845 (Digitalisat).
- Rapport sur la Situation du catalogue des imprimes. Paris, 1847.
- Lettre à M. Libri au sujet de quelques passages de sa lettre à M. de Falloux relatifs à la bibliothèque nationale. Paris, 1849 (Digitalisat).
- De l’administration des postes chez les Romain. In: Mémoires de l’Institut de France, Band 23. 1858. S. 166–240 (Digitalisat).
- De la noblesse et des récompenses d’honneur chez les romains. Paris, 1863 (Digitalisat).
- Notice historique sur la vie et les travaux de M. Boissonade, in Mémoires de l’Institut de France, Band 23. 1868, S. 219–274 (Digitalisat).
- Mémoire sur la cohorte du préteur et le personnel administratif dans les provinces romaines. In: Mémoires de l’Institut de France. 1870. S. 499–555 (Digitalisat).
- Notice historique sur MM. Burnouf, père et fils, lue dans la séance publique annuelle de l’Académie des inscriptions et belles-lettres le 18 août 1854. Paris 1886, S. 17–60 (Digitalisat).